# كاتدرائية أميان
كاتدرائية السيدة العذراء أميان (بالفرنسية: Cathédrale Notre-Dame d'Amiens)، أو ببساطة «كاتدرائية أميان»، هي كاتدرائية الرّوم الكاثوليك وَمقعد «أسقف أمينس» (حاليا جان-لوك بويليريت). تَقع في ريدج وتُطل على «نهر السوم» في أميان، العاصمة الإدارية لِمنطقة بيكاردي في فرنسا، (120 كم شمال باريس)، وهي أكبر كنيسة في العالم.
كان بناة الكاتدرائية في القرون الوسطى يحاولون تَعظيم الأبعاد الداخلية للوصول إلى السّماوات وإحضار المزيد من الضّوء. في هذا الصّدد، كاتدرائية أميان هي أطول كاتدرائية كاملة في فرنسا، صَحنُها مقبب على الحجر ويصل إلى ارتفاع داخلي 42.30 متر (138.8 قدم) (تفوقها فقط كاتدرائية بوفيه الغير مكتملة). كما أن لَديها حجم داخلي أكبر من أي كاتدرائية فَرنسية، ويقدر ب 200،000 متر مُكعب (260،000 وحدة سكنية). تم بناء الكاتدرائية بين 1220 و1270 وقد أُدرجت كموقع للتُّراث العالمي لليونسكو منذ عام 1981. على الرّغم من أنها فقدت معظم زُجاجها المُلون الأصلي إلا أنها تشتهر بنوعية وكَميّة من النّحت القوطي في أوائل القرن الثالث عشر في الواجهة الغربية الرئيسية وبوابة ترانسبت الجنوبية، وكمية كبيرة من النحت متعدد الألوان من فترات لاحقة داخل البناء.

## البناء

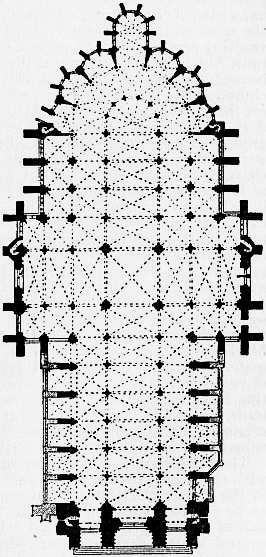
مسقط الطابق في كاتدرائية أميان (من الموسوعة البريطانية عام 1911)

قد يكون عَدم وجود وثائق بشأن بناء الكاتدرائية القوطية في جزء منه نَتيجة الحرائق التي دَمرت أرشيفات الفَصل في عام 1218 ومرة أخرى في عام 1258 وهو حَريق دمَّر الكاتدرائية نَفسها. بدأ الأسقف جيرارد دي في العَمل على الكاتدرائية في عام 1220. وكان روبرت دي مازارين المهندس المعماري حتى عام 1228، وتلاه توماس دي في حتى 1258. ابنه«رينو دي» حيث كان مُهندساً مَعمارياً حتى عام 1288. الوقائع الخاصة التي تُعطي تاريخ الانتهاء للكاتدرائية عام 1266. ومع ذلك استمرت أعمال التشطيب. وتغطى الطوابق مع عدد من التصاميم، مثل الصَّليب (يرمز إلى انتصار يسوع على الموت). وتم تركيب المتاهة في عام 1288. وتحتوي الكاتدرائية على الرئيس المزعوم ليوحنا المعمدان، وهو بقايا من القسطنطينية التي قدمها وألون دي سارام لأنه كان عائداً من الحملة الصليبيةالرابعة.
يمكن النظر إلى بناء الكاتدرائية في هذه الفترة على أنها ناتجة عن الجمع بين الضَّرورة والفرصة. وقد أدى تدمير المَباني السابقة بالنّار، والمحاولات الفاشلة لإعادة البناء إلى البناء السريع نسبياً للمبنى الذي يتمتع بقدر كبير من الوحدة الفنية. وقد حقق العهد الطويل والسلمي نسبياً المتمثل في «لويس التاسع» لفرنسا ازدهاراً للمنطقة، على أساس الزِّراعة وتجارة القماش المزدهرة، التي جعلت الاستثمار ممكناً. الكاتدرائيات العظيمة من ريمس وتريس هي تقريباً المعاصرة.

### العيوب الهيكلية
كانَ التصميم الأصلي من دَعامات تُحلق حول جوقة عالية جداً لمواجهة قوة قوس السَّقف الذي دفع للخارج لاحقاً مما أدى إلى وضع القوات الجانبيّة المفرطة على الأعمدة العمودية. وقد تم حفظ الهيكل فقط، بعد قرون، وَضعت الماسونية صفا ثانياً من دعامات تحلق أكثر قوة والتي تتصل في الأسفل على الجدار الخارجي. فشل هذا الإصلاح في مواجهة مَشاكل مُماثِلة مع الجدار السُّفلي الذي بدأ بتطوير شقوق كبيرة في العصور الوسطى المُتأخرة. وقد حل هذا من قبل آخر التصحيح الذي يتكون من سلسلة أشرطة من الحديد المطاوع التي يجري تركيبها حول مستوى الميزانين لمقاومة القوات مما دفع الأعمدة الحجرية إلى الخارج. وقد رُكبت السِّلسلة الحمراء الساخنة للعمل بمثابة حزام السرج والتشديد عندما يبرد.

## الخارج
الواجهة الغَربية للكاتدرائية، بُنيت في حَملة واحدة من عام 1220 إلى 1236، تُظهر درجة غير عاديةً من الوحدة الفَنية: الطبقة السفلى مع ثلاثة من الشرفات العميقة الشّاسعة كتوج مع مَعرض من اثنين وعشرين من ملوك الحياة، والتي تمتد عبر الواجهة بأكملها تَحت نافذة الوَرد«الروز». يوجد فوقها ممر مفتوح، جاليري ديس سونورس. وقد تم بِناء البرجين دون أن يراعى التصميم السابق، حيث تم الانتهاء من البُرج الجنوبي في عام 1366، والشمالي الذي وصل إلى ارتفاع أعلى في عام 1406.
تشتهر البَوابات الغربية للكاتدرائية بمنحوتتها المُذهلة، حيث تضم معرضاً للقديسين المهمين محلياً ومشاهد إسكاتولوجيكية كبيرة. وقد تم تحديد تماثيل القديسين في بوابة الكاتدرائية بما في ذلك القديسين فيكتوريكس المحببة محلياً وجينتيان، سانت دوميتيوس، سانت أولفيا، وسانت فيرمين.
تمت إضافة الممر فوق المَمَر المركزي بين عامي 1529 و1533. مساحة السطح 7،700 متر مربع؛ وهيَ الأكبر في فرنسا.

### اللون في الواجهة
خلال عَملية تنظيف الليزر في 1990، تم اكتشاف أن الواجهة الغَربية للكاتدرائية كانت في الأصل مرسومة بألوان متعددة. وقد اكتسبت تِقنية مثالية لتحديد الماكياج الدقيق من الألوان كما تم تطبيقها في القرن ال13. وبالتزامن مع مختبرات إدف وخبرة جمعية سكرتزو، وضعت تقنيات الإضاءة المتطورة لوضع هذه الألوان مُباشرة على الواجهة بدقة، وإعادة مظهر متعدد الألوان من القرن ال13. عندما يَكون موجهاً على التماثيل حول البوابات تكون نتيجتها عرض مذهل يجلب الأرقام إلى الحياة. فالألوان المتوقعة خافتة على الصورة، ولكن تُوفر كاميرا دسلر ذات النوعية الجيدة نتائج ممتازة، كما هو مبين أدناه.
وقد يكون التأثير الكامِل للون أفضل تَقدير من خلال المُشاهدة المباشرة مع مرافقه الموسيقية، والتي يمكن القيام به في عُروض «سون إت لوميير» التي تقام في أمسيات الصَّيف، خلال معرض عيد الميلاد، وعلى مدى العام الجديد.

معرض الكاتدرائية الخارجي
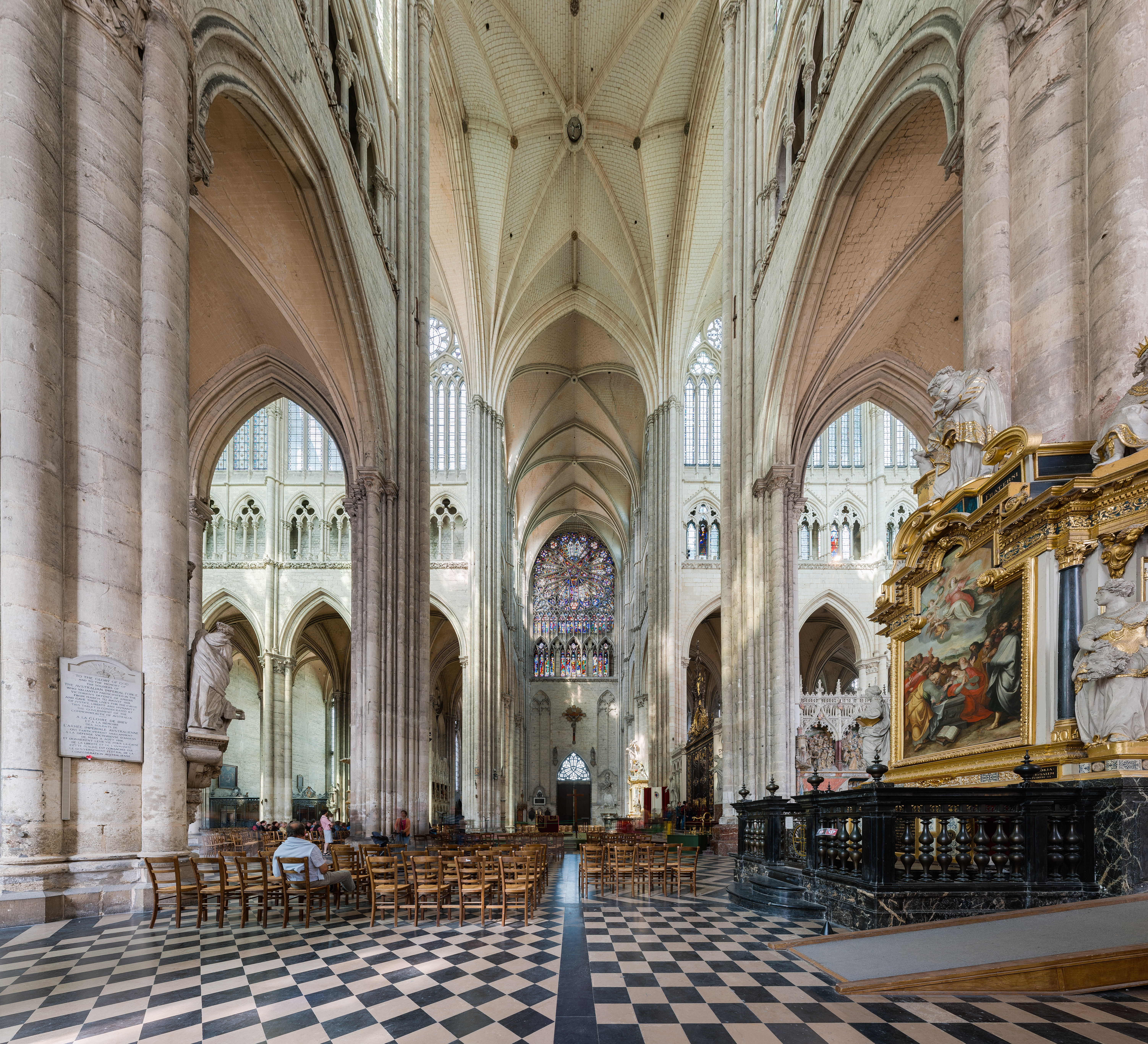
الزُّجاج المُلون والشمالي.
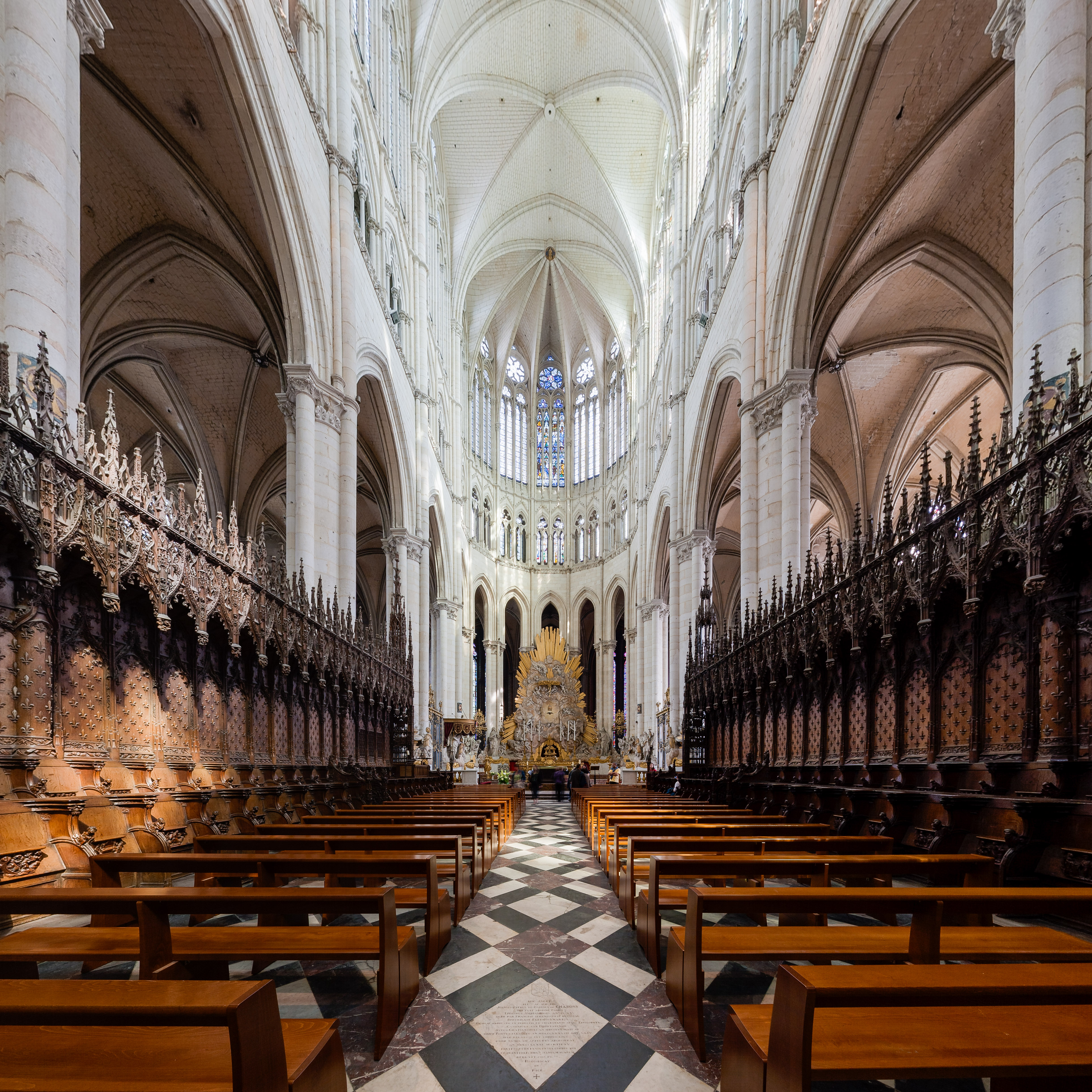
الجوقة ومذبحها، تحت النافذة الشرقية.
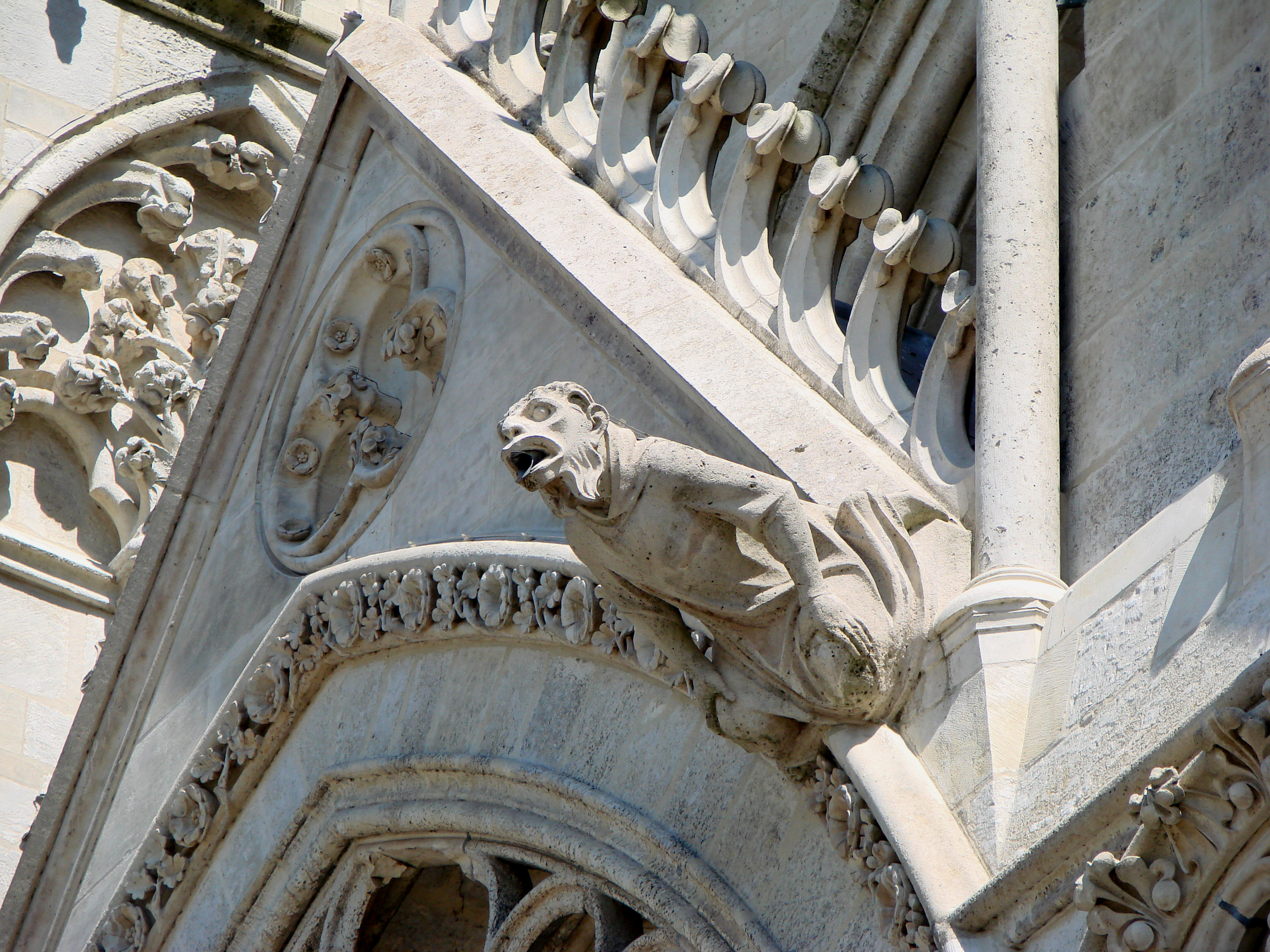
تَفاصيل الغرغيل والنَّحت.
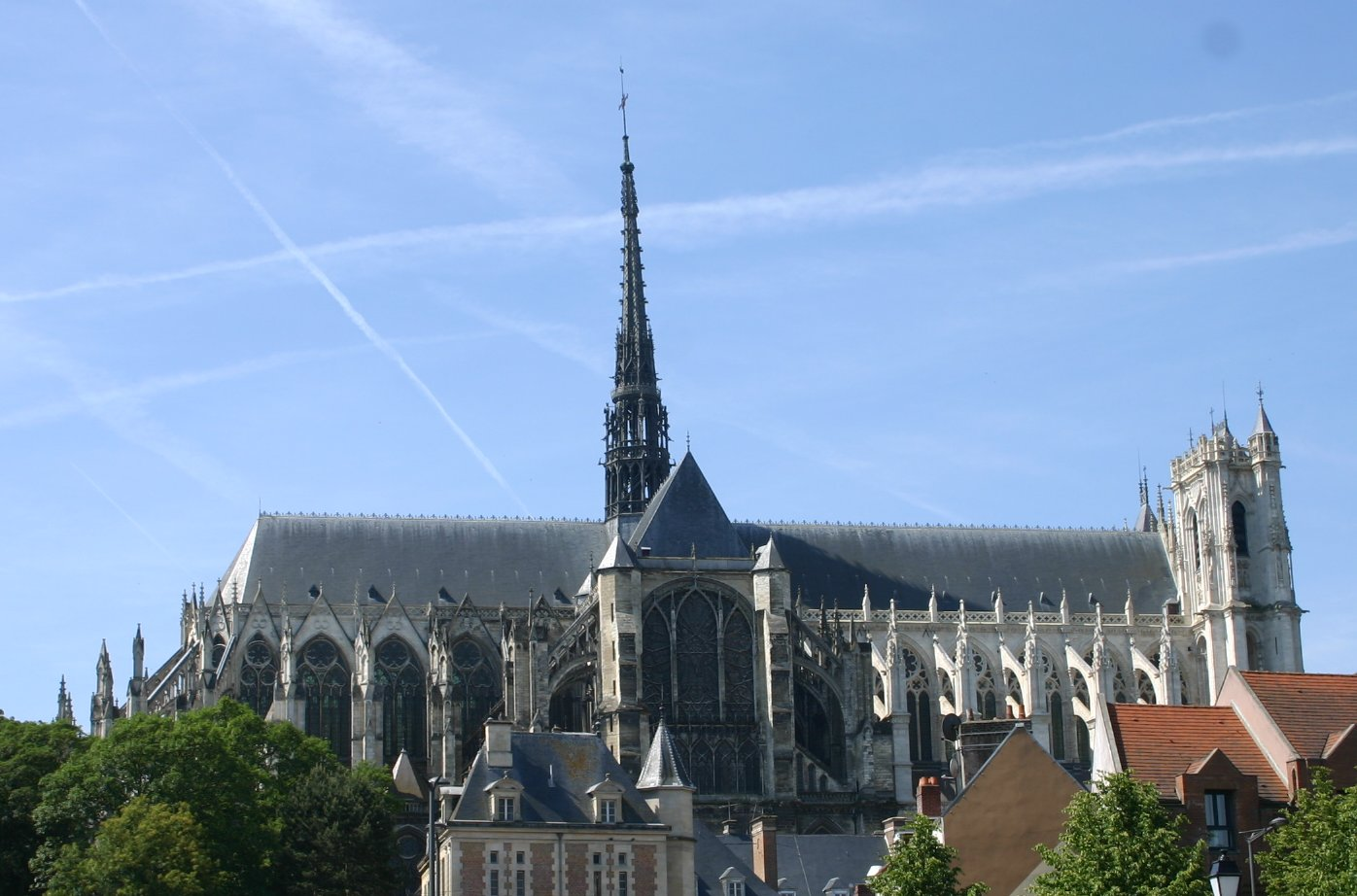
المنظر من الشمال، مع المؤخرات المُحلقة وفليتش (المحور المركزي).
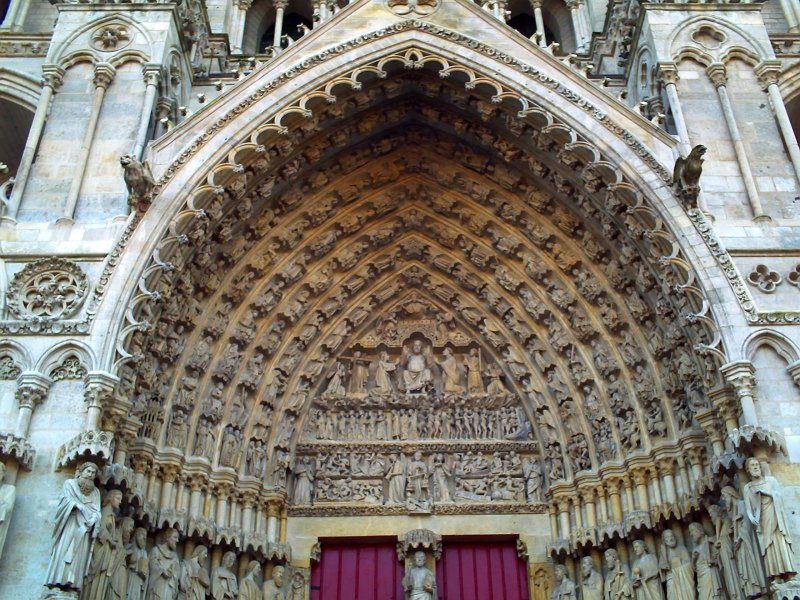
[[تيبنوم (العمارة) |تيمبو من البوابة المركزية الغربية: المسيح في الهيبة يتراس يوم الحكم في حين يجري دعمها من قبل مجموعة من القديسين.
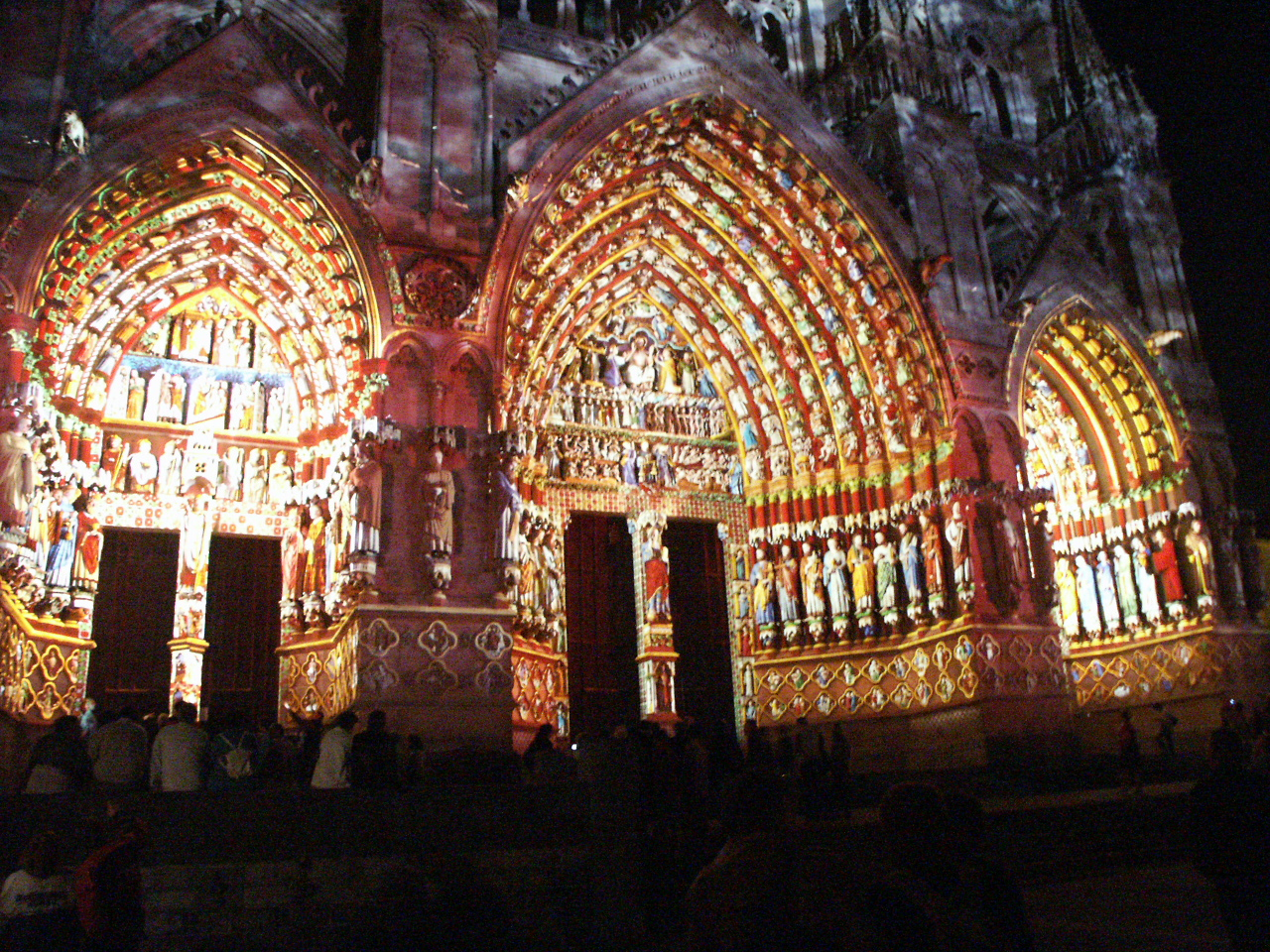
إضاءة الألوان الأصلية للواجهة.
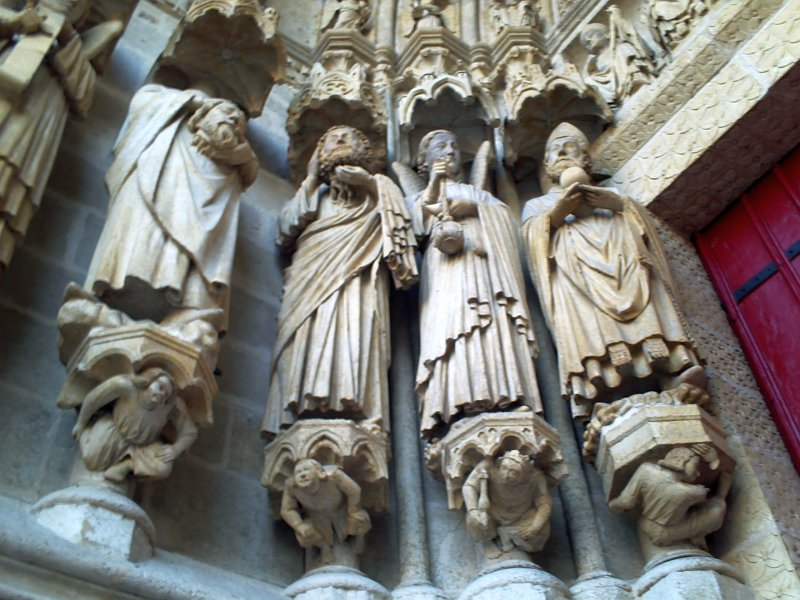
القديسون المحليون بما في ذلك الشهداء الذين قطعت رؤوسهم، فيكتوكوس، فوفيجن، وجنتيان فيكتويكوس وجينتيان، عند المدخل الغربي.
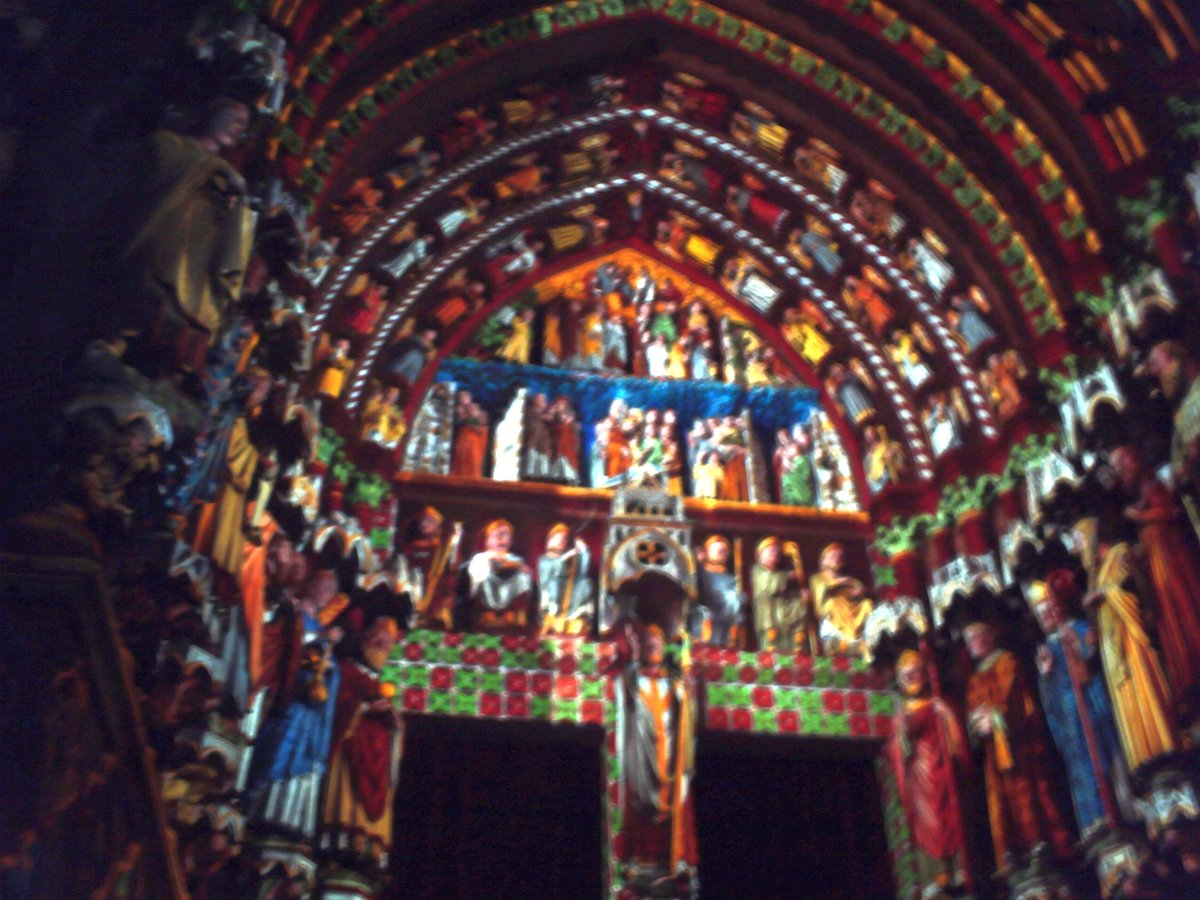
إضاءة المدخل الغربي بالمجموعة النحتية على اليسار والتي تشمل القديسين الذين قطعت رؤوسهم، فيكتوكوس، فوفيجن، وجنتيان.
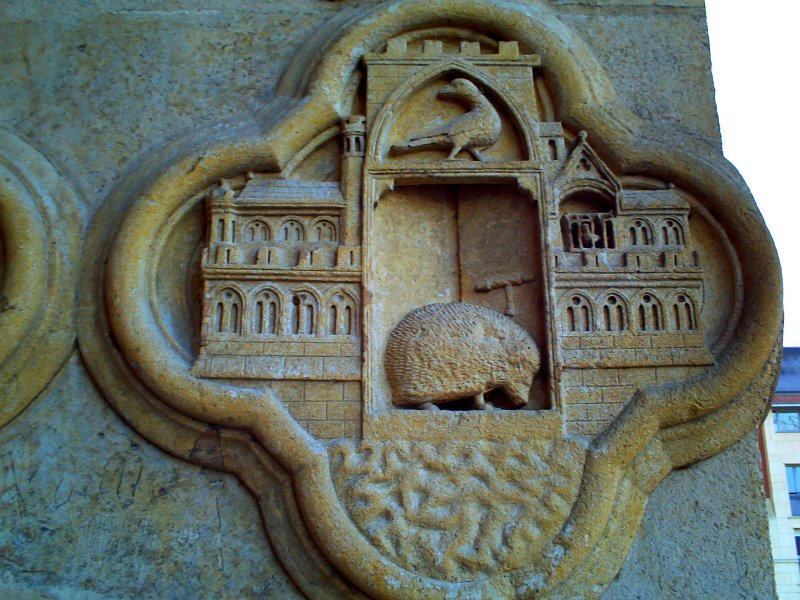
المدخر في المستوى الأدنى من المدخل الغربي مع القنفذ.
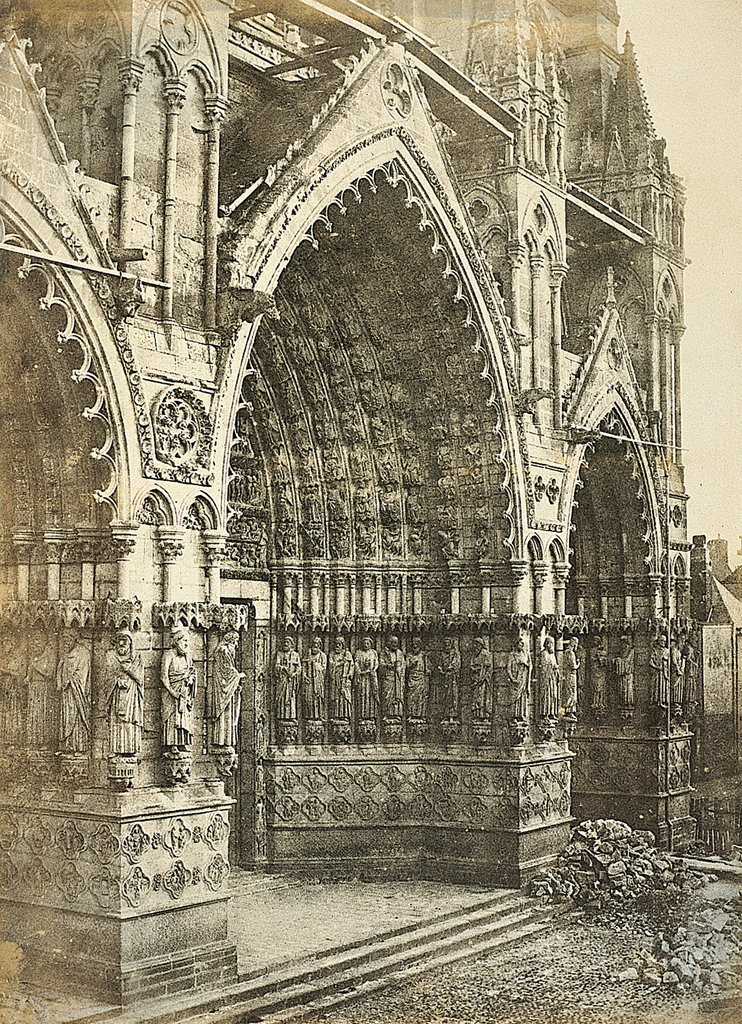
كاتدرائية السيدة أميان في عام1852.
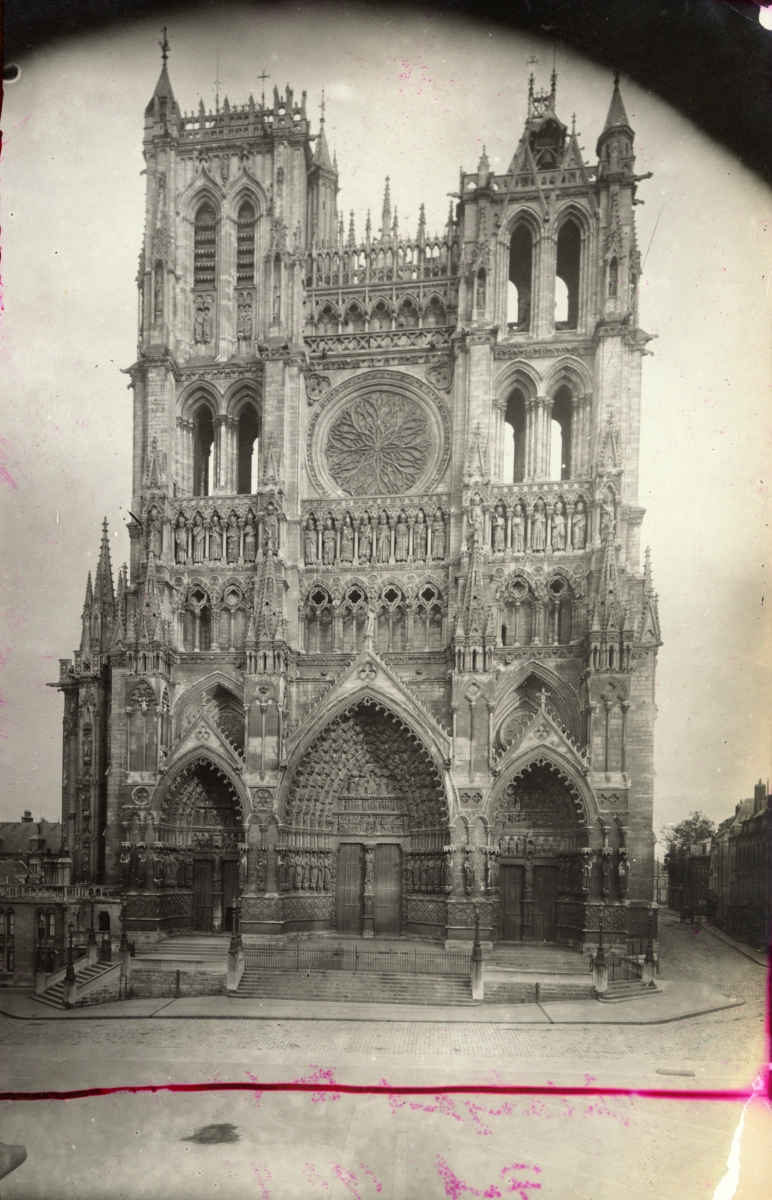
كاتدرائية أميان. واجهة عام1903.
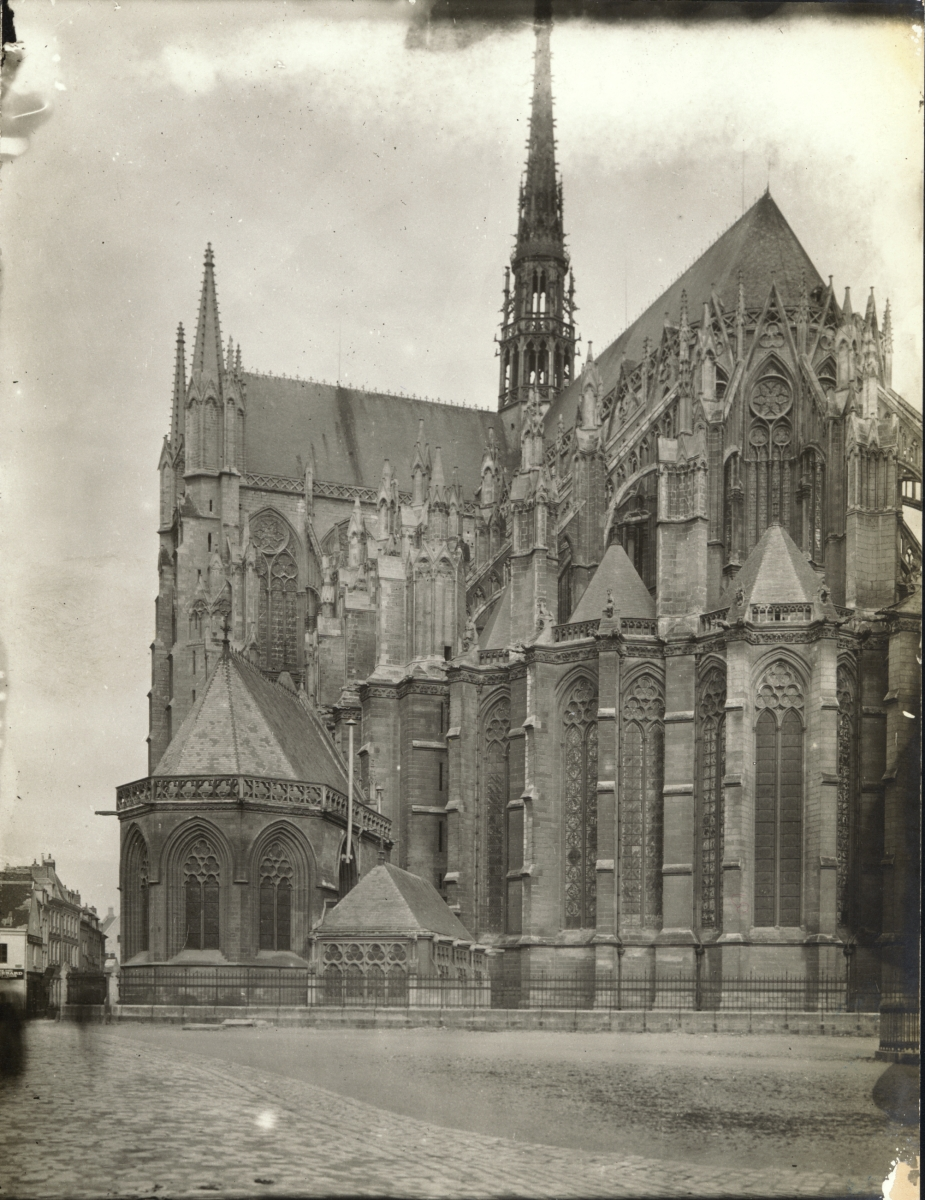
كاتدرائية أميان. الجَوقة الخارجية، 1903.
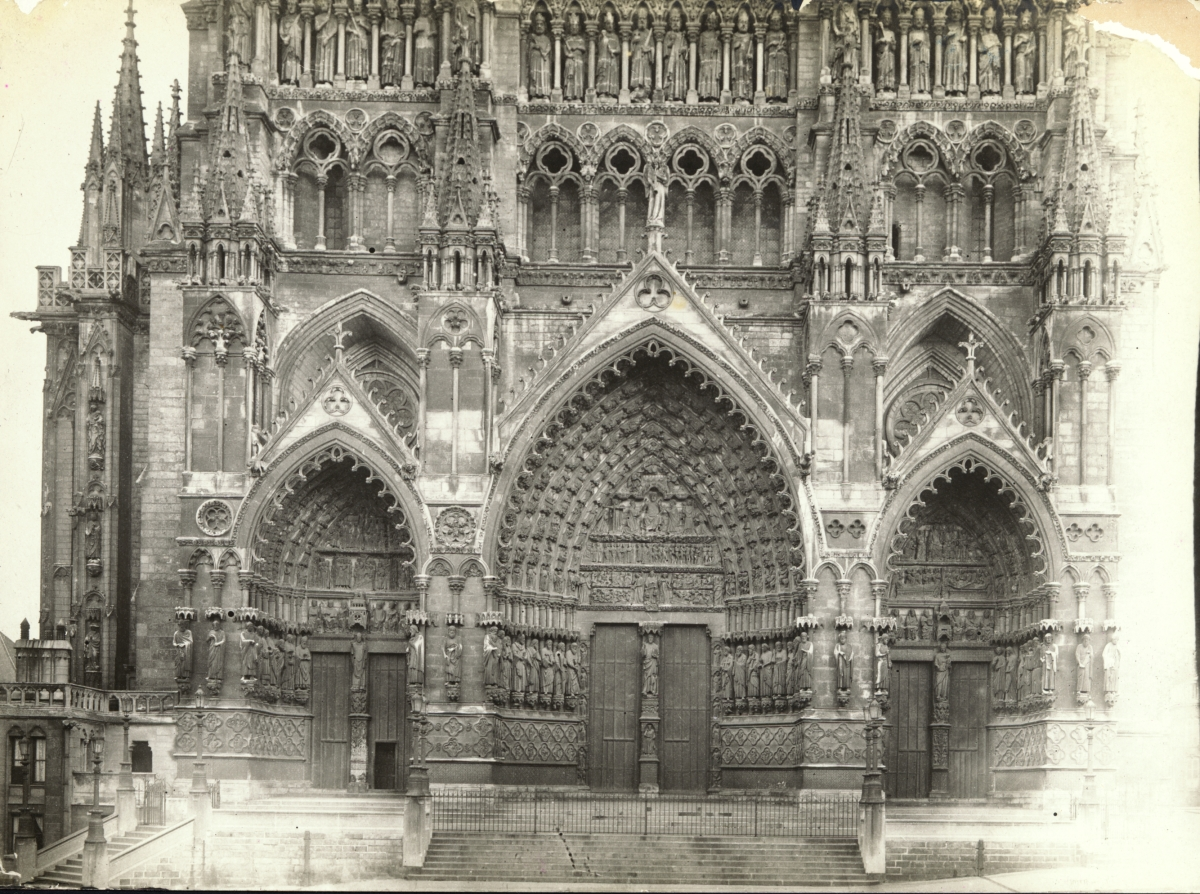
كاتدرائية أميان. الجزء السفلي من واجهة لمعرض الملوك الشاملة، 1903.

## الداخل
كاتدرائية أميان تَحتوي على أَكبر المَناطق الدّاخلية في العُصور الوُسطى في أوروبا الغَربية، تدعمها 126 رَكيزة. كل من الوطني وشسيل واسعة ولكنها خفيفه للغاية، وعلى الرغم من نهب الحرب إلا أن هناك كَميات كبيرة من الزُّجاج الملون لا زالت موجودة.

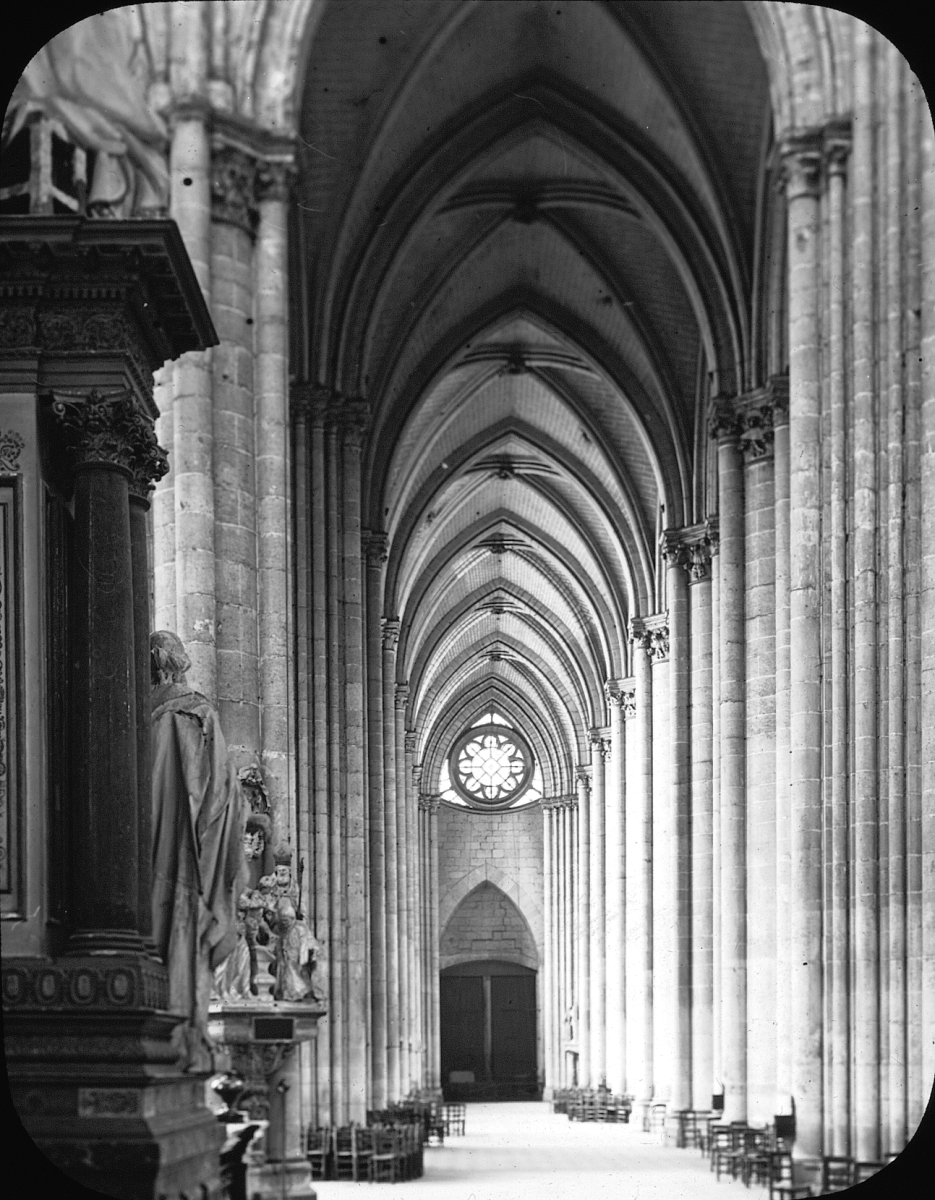
الممر الشمالي عام 1903

وزينت بسخاء المحيط الذي يحيط بالجَوقة مع بوليكروم النَّحت حيث يحيط بها العديد من المُصليّات. أكثرها بذخاً هو مُصلى الحاصدون. وكانت صناعة القماش هي العنصر الأكثر ديناميكية في اقتصاد العصور الوسطى، وخاصة في شَمال فرنسا، وكان تجار القماش حريصون على عرض ثرواتهم واعتزازهم المدني. وهناك كنيسة أخرى مخصصة لضرب سانت توماس كانتربري، والتفاني في القرن 13 التي تُكمل الكاتدرائية الخاصة بقائمة كاملة جداً من الشهداء.
الداخل يَحتوي على أَعمال الفَن والديكور من كل فترة منذ بناء الكاتدرائية. وهناك بشكل ملحوظ لوحات باروكية من القَرن السابع عشر، لفنانين مثل فرانز الثاني فرانكين ولوران دي لا هيرد.

معرض الكاتدرائية الداخلي
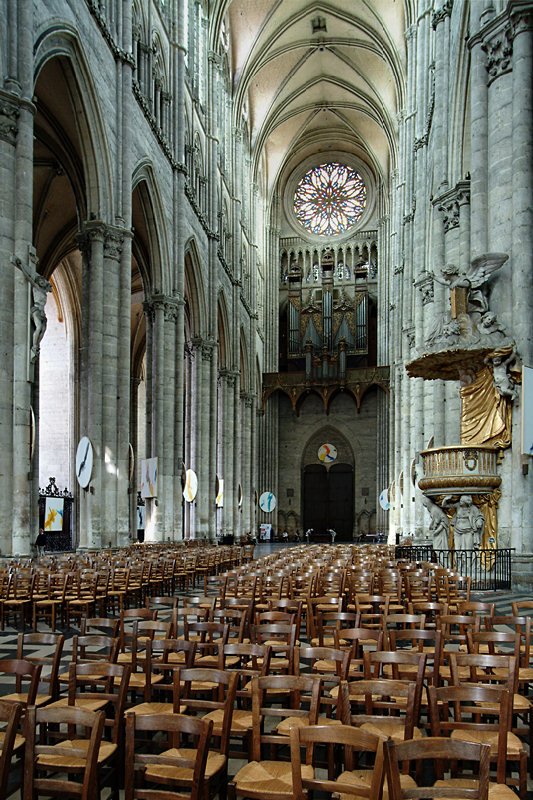
ممر كاتدرائية أميان باتجاه الواجهة الغَربية.
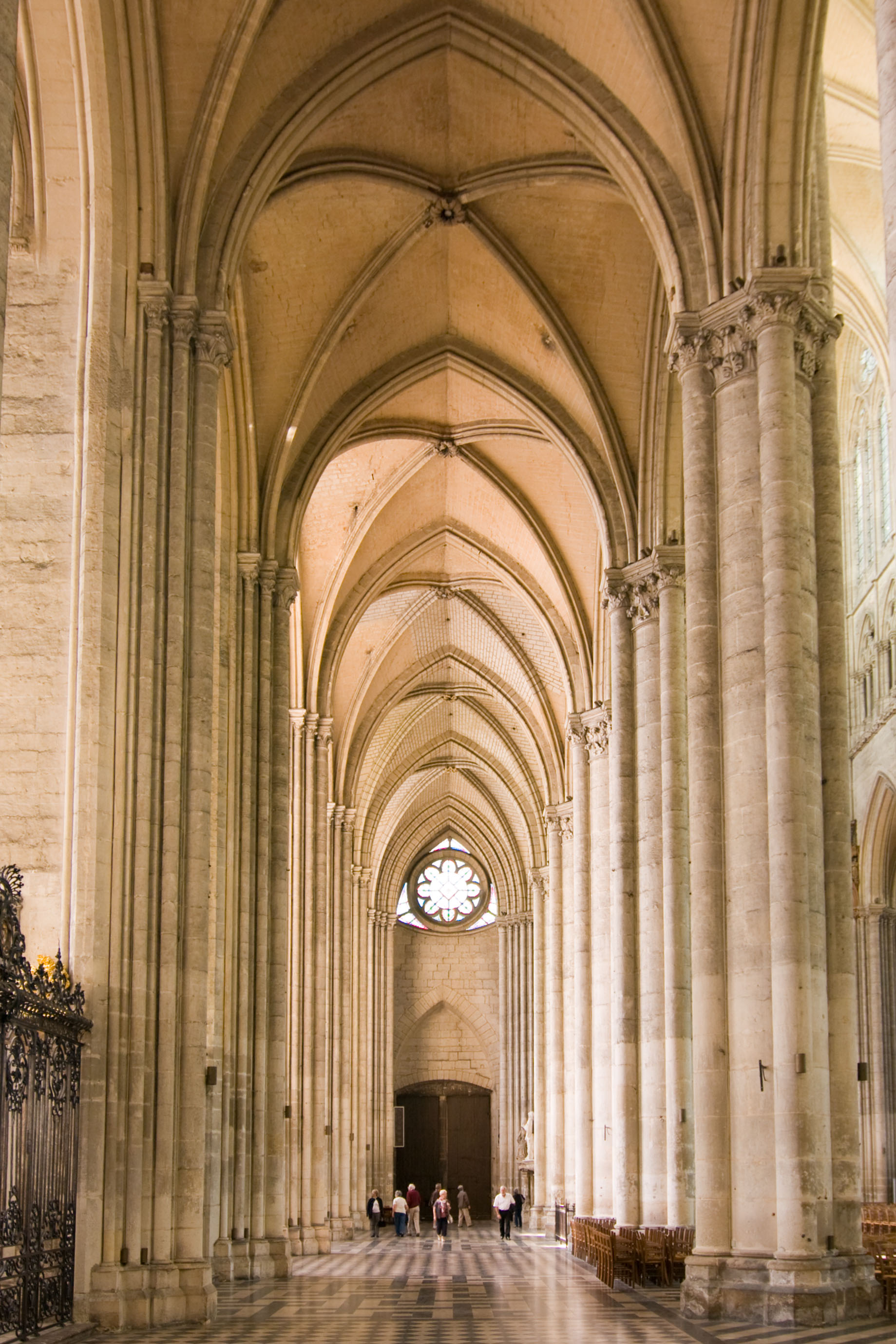
الممر الجنوبي باتجاه الغرب.
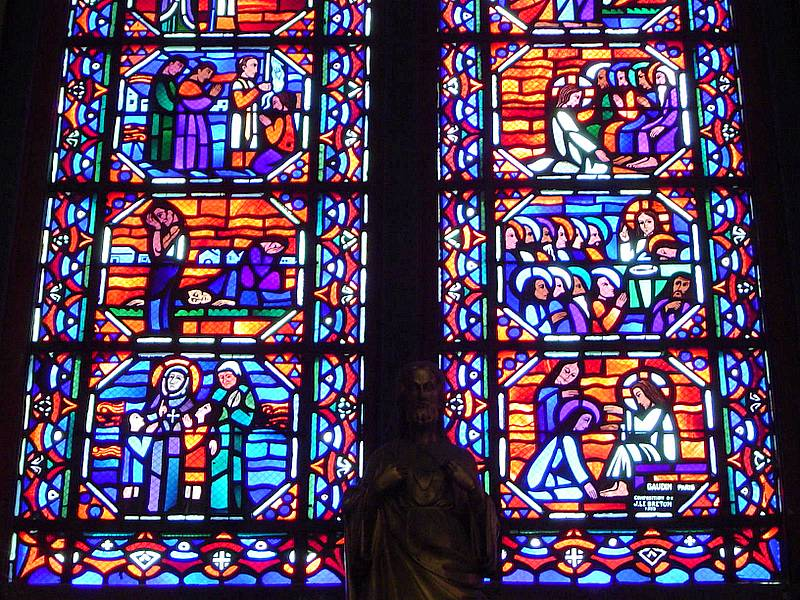
قرب نافذة الزُّجاج المُلون.
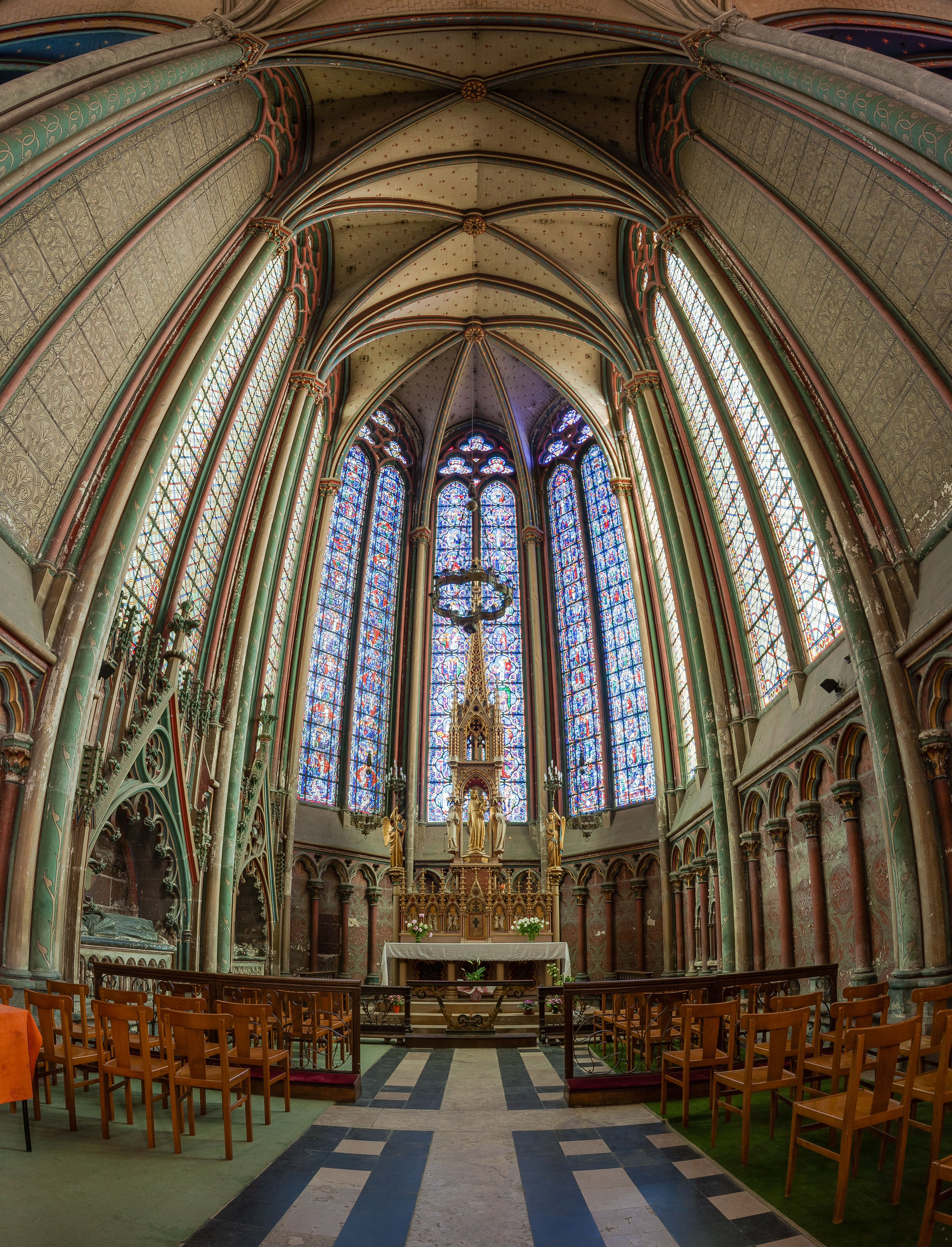
مُصلى مريم العذراء.
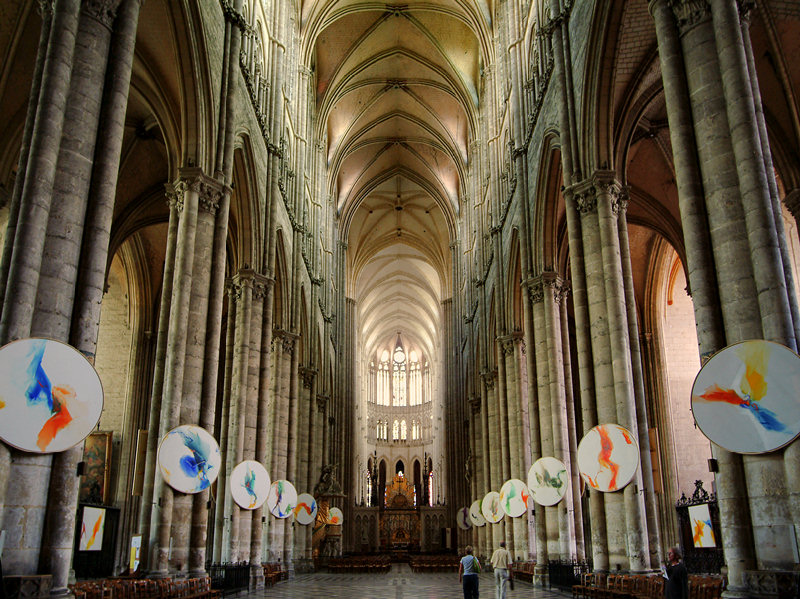
مَمر كاتدرائية أميان.
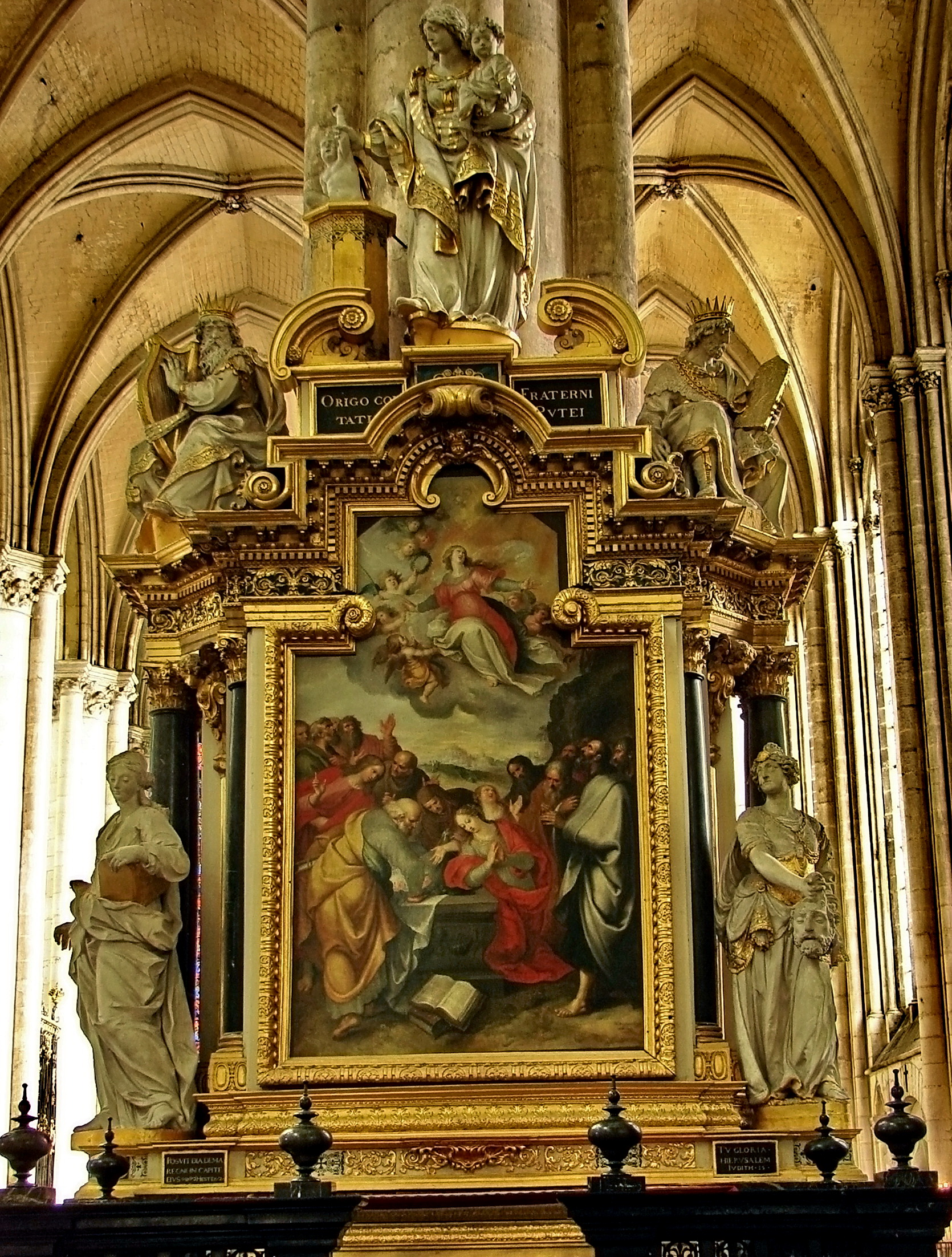
كنيسة نوتردام دي بوي (1627-1628).
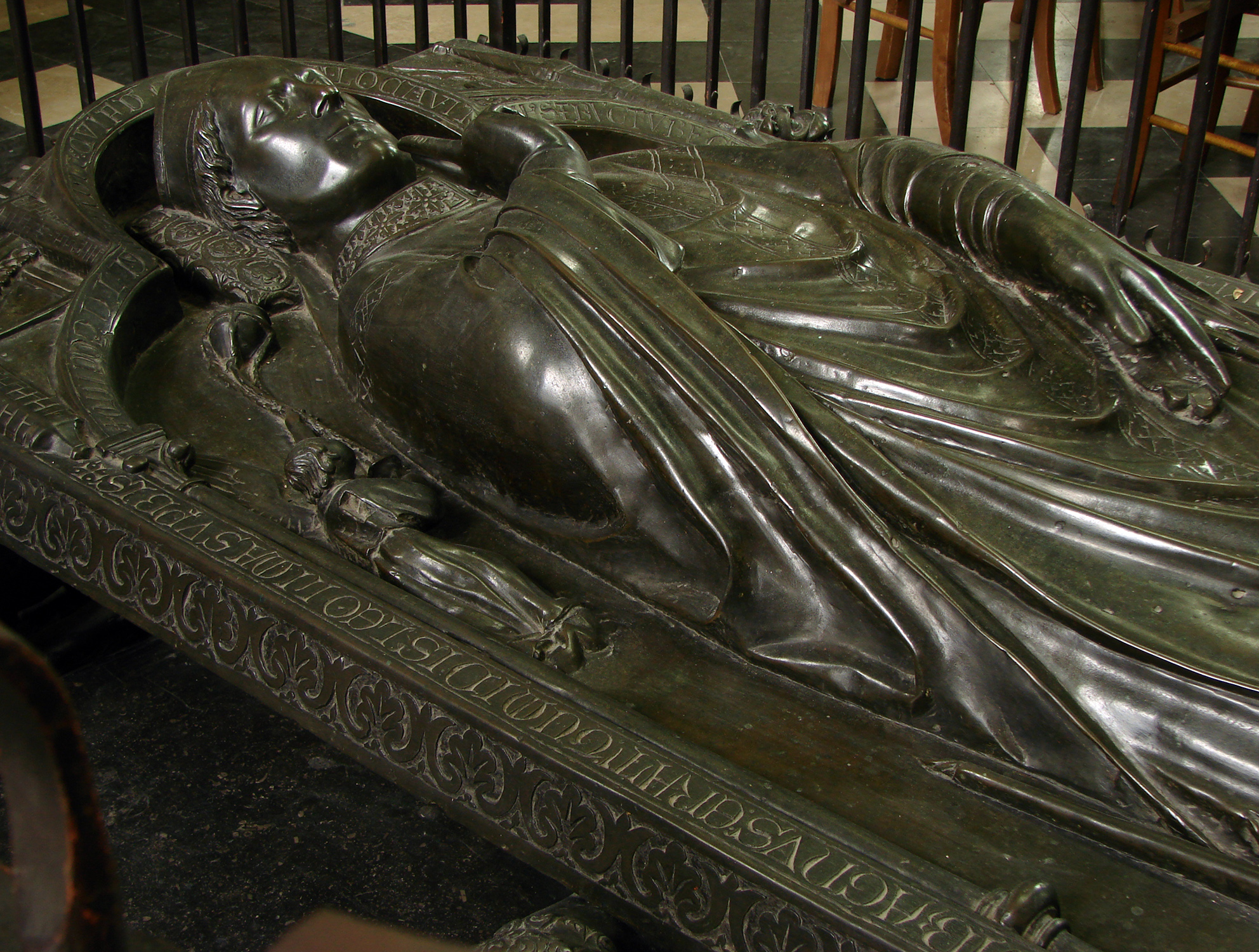
أسقف أميان (1211-1222).
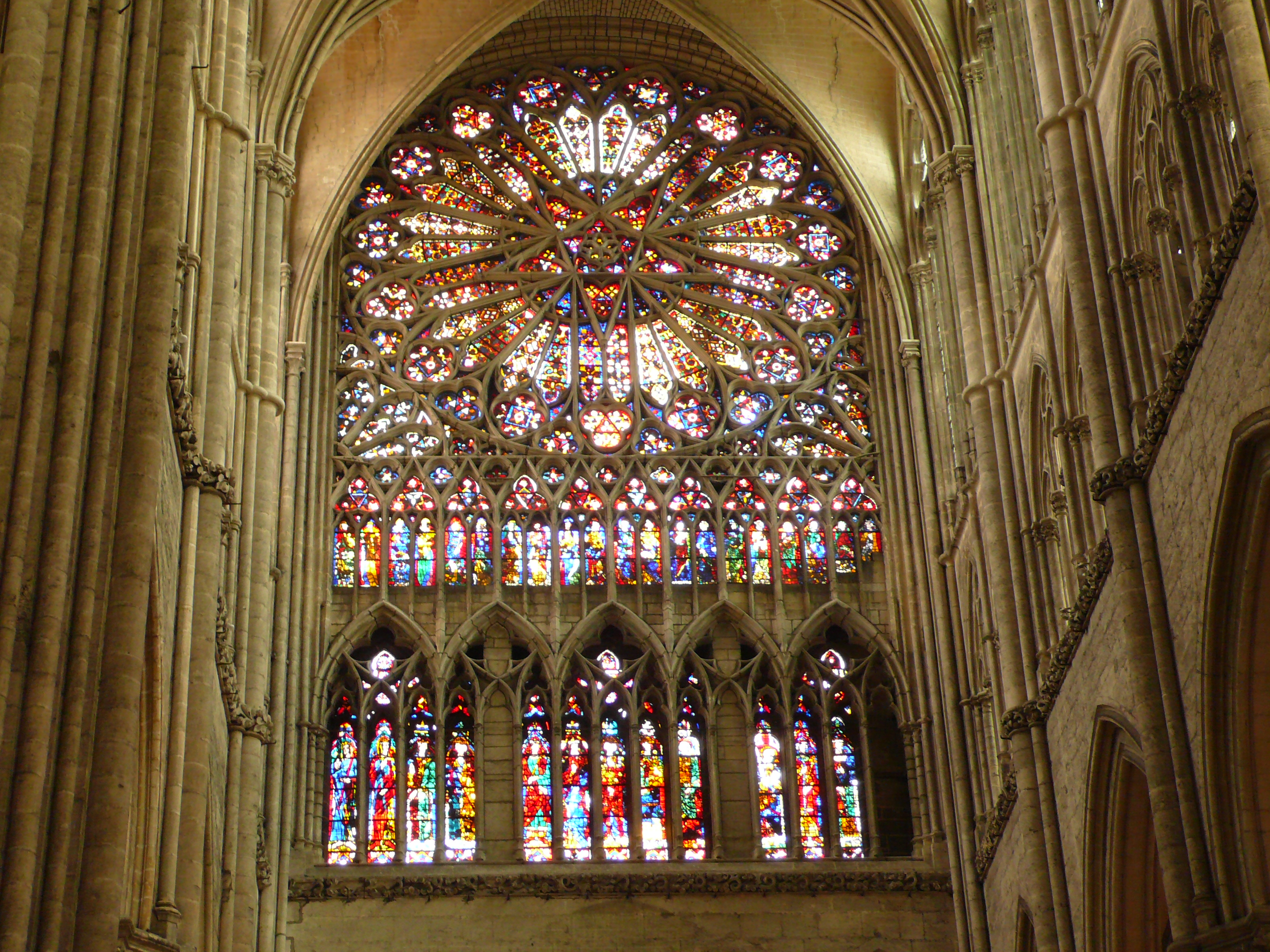
نافذة الورد "روز" الشمالية.
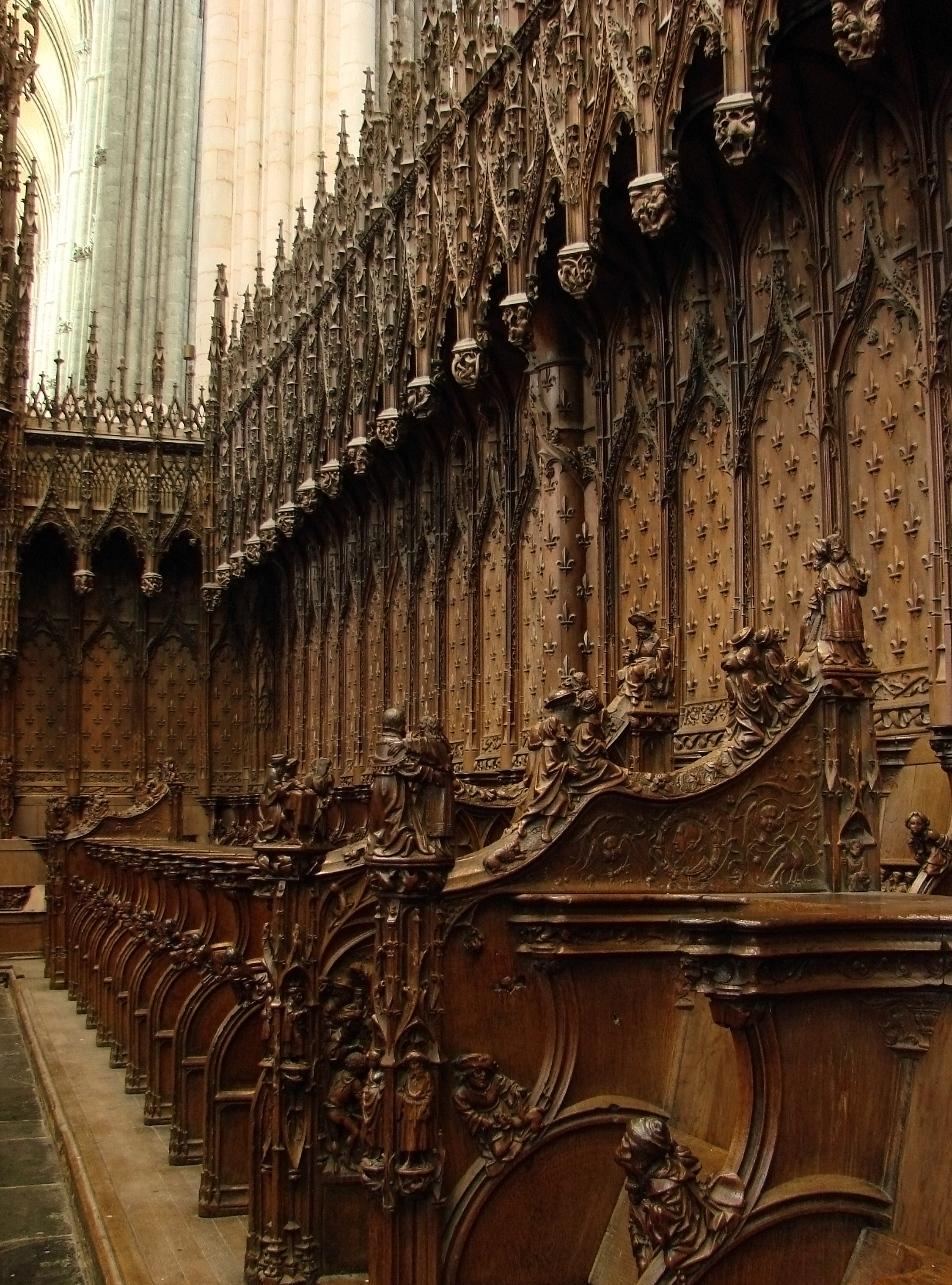
نهضة جوقة الأكشاك(1508-1519).
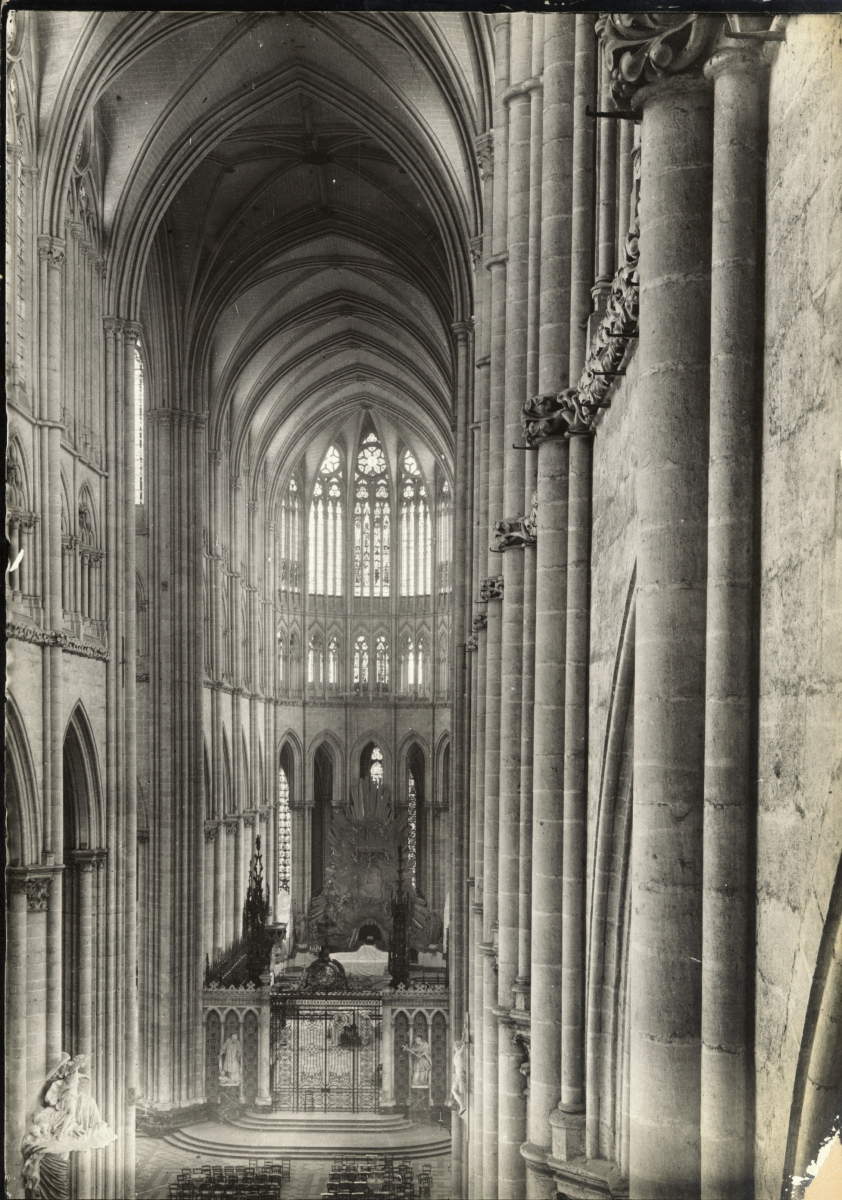
الجانب الأيمن للممر من معرض الأورجن.
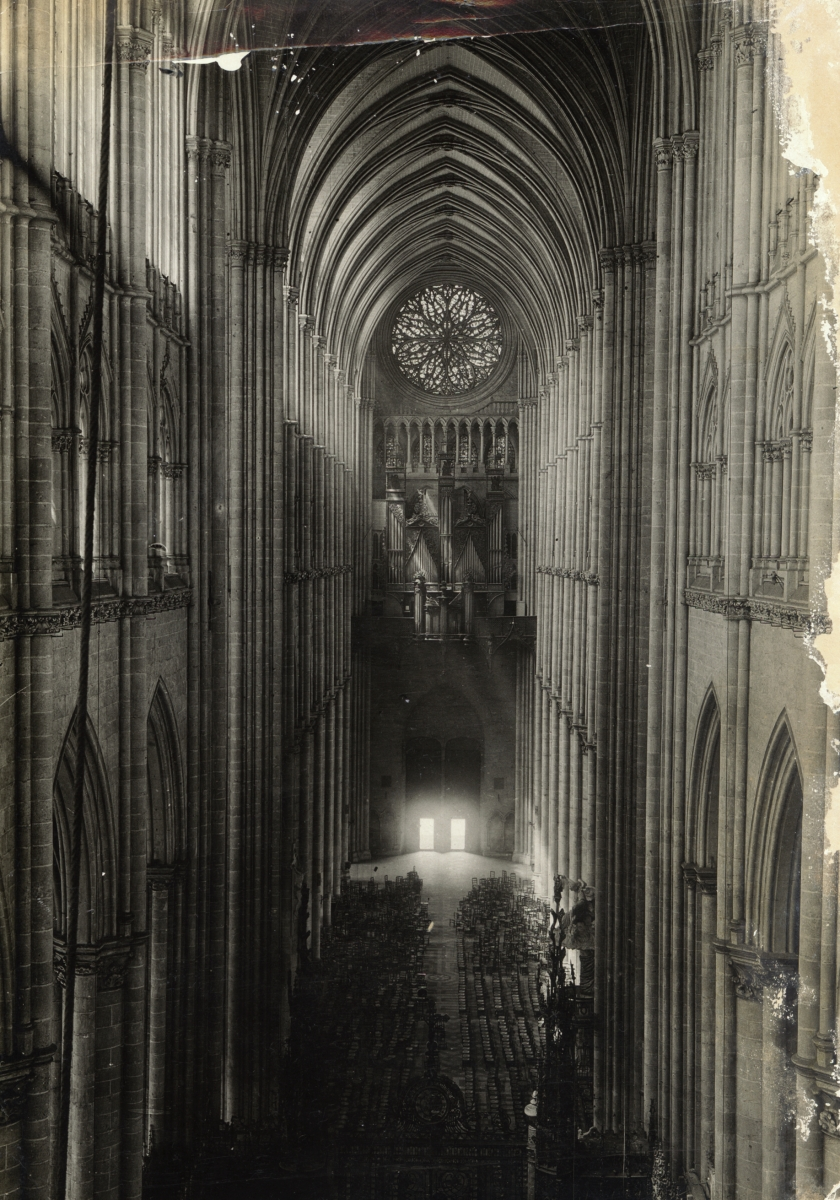
الممر من فوق المذبح، والنظر للخلف نحو معرض الأورجن والمدخل.
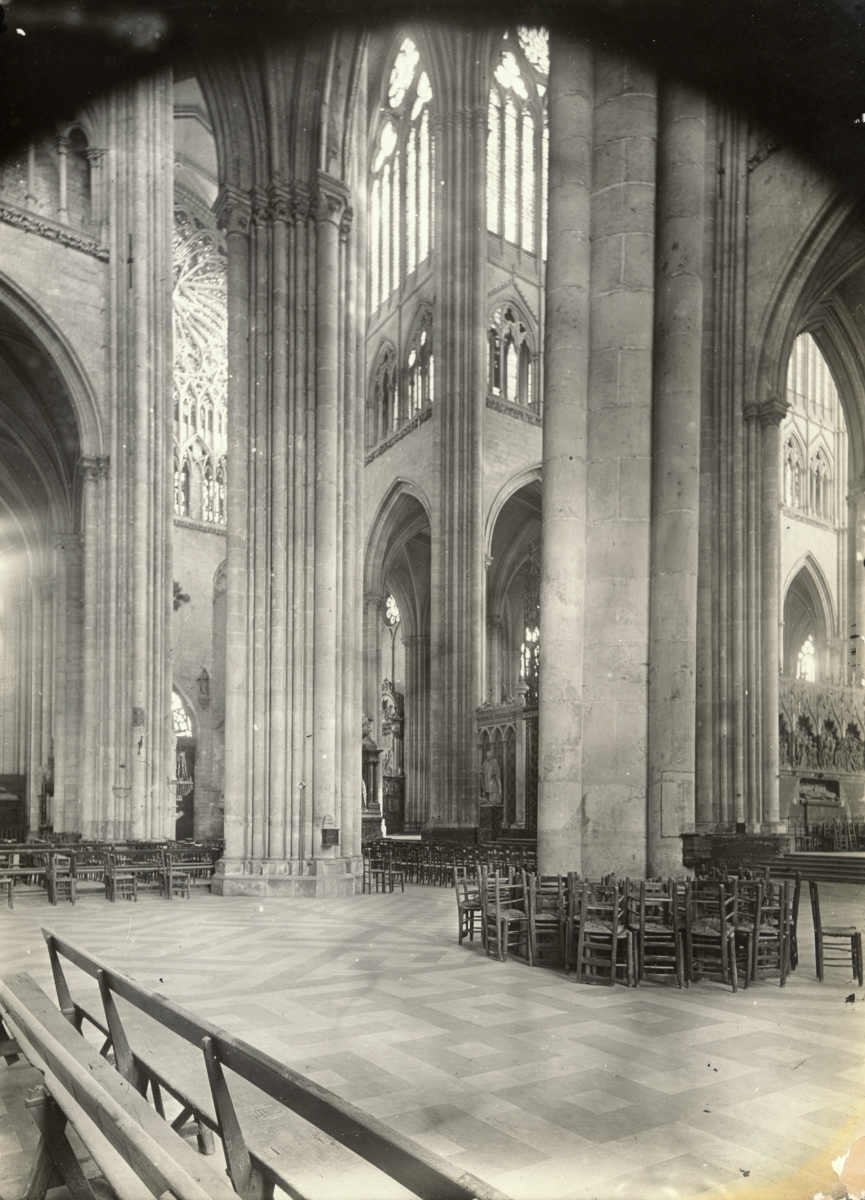
كاتدرائية أميان من الداخل.
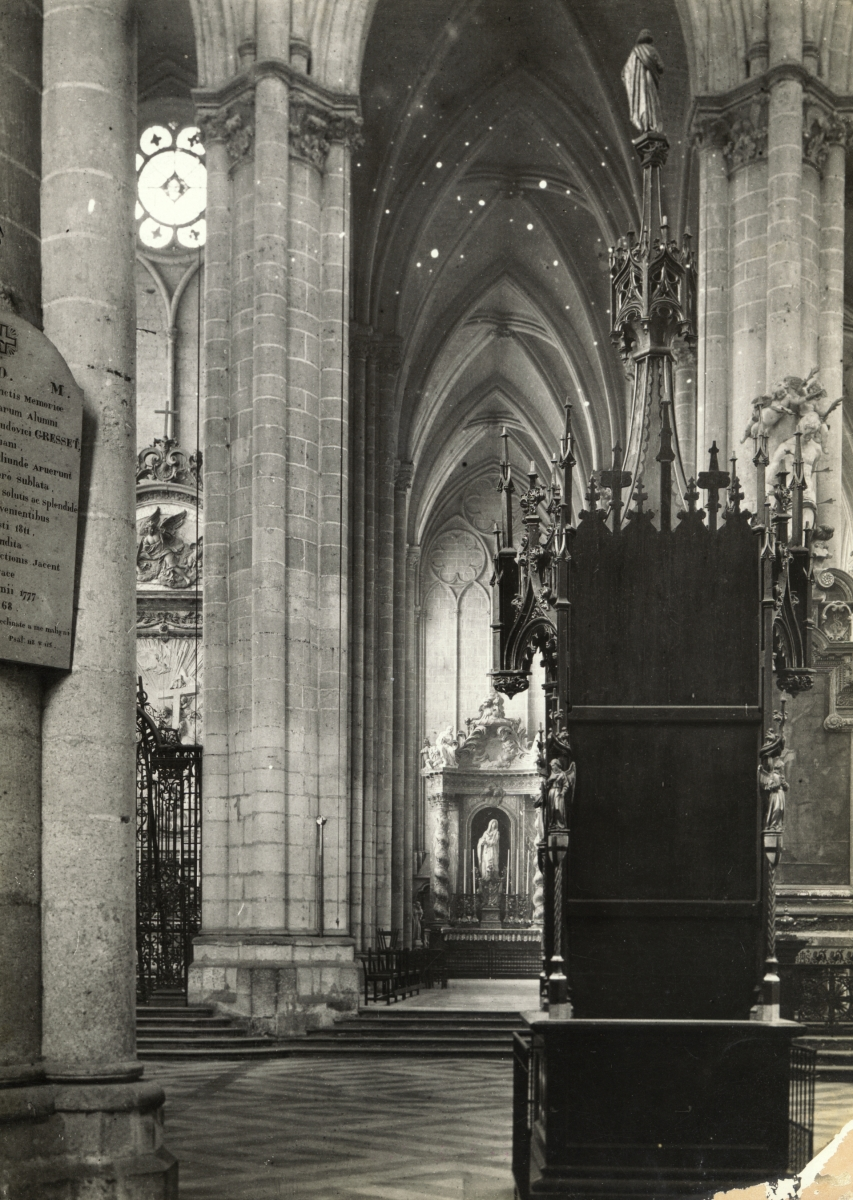
كاتدرائية أميان من الداخل.

### القديس يوحنا المعمدان

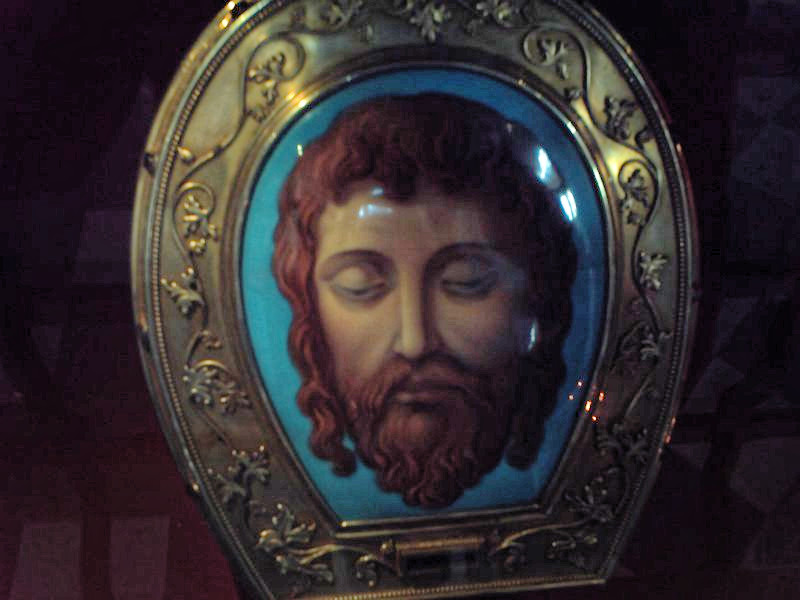
المدخر للقديس يوحنا المعمدان

جاء الزخم الأولي لبناء الكاتدرائية من تركيب القديس المُسمى يوحنا المعمدان في 17 كانون الأول/ديسمبر 1206. وكان الرأس جزءاً من نهب الحملة الصليبية الرابعة، التي كانَت قد حولت الحملات ضد الأتراك إلى حصار القسطنطينية عام 1204، العاصمة العظيمة الامبراطورية البيزنطية.وقد تم صُنع مدَّخر باذخ لإيواءالجمجمة. على الرغم من فقدأنها في وقت لاحق، كانت هناك نسخة توفر التركيز للصلاة والتأمل في الممر الشمالي تعود للقرن ال19 .

### بوليكروم نحت عصر النهضة
بعض أهم الأعمال الفَنية هي متواليات من بوليكروم النحت، التي يرجع تاريخها أساساً إلى أواخر القرن 15 والقرن 16. وهُناك تسلسل كبير في شمال البِلاد يوضح تطهير يسوع للمعبد، مع اللَّوحة الخيال من المعبد. واصطف كلا الجانبين من الإسعافية مع متواليات توضح حياة القديسين التي جلبت الطوائف أعداد كبيرة من الحجاج إلى الكاتدرائية: يوحنا المعمدان وتولى الفنانون الرعاية لخلق التوازي في رواية القصص: كل من القديسين، وقطع رأسه لارتكابه الجريمة الغنية والقوية، والتي تعاني من الإهمال والخسارة، حتى جيل لاحق يكتشف الآثار والمنازل لهم بشكل يليق.

### المنبر
المنبر الباروكي، الذي شُيد من الرخام والخشب المُذَّهب الذي هيمن على صحن الكنيسة. وهو مدعوم بثلاثة أرقام رمزية للإناث، تُمثل على ما يبدو «الايمان والأمل والإحسان»والثلاثة «الفضائل اللاهوتية».